# Le Papillon-Polka
Le Papillon-Polka, op. 174, är en polkamazurka av Johann Strauss den yngre. Den framfördes första gången den 16 december 1855 i Volksgarten i Wien.

## Historia
Tidningen Fremden-Blatt annonserade den 14 december 1855 om en stor välgörenhetskonsert given av Johann Strauss den yngre som skulle äga rum i Volksgarten söndagen den 16 december. Vidare meddelades att två nya verk av Strauss skulle få sin premiär den kvällen: polkamazurkan Le Papillon-Polka och polkan Silvester-Polka. Publiken blev inte besviken och recensenten i tidningen Wiener Conversationsblatt rapporterade att båda polkorna "frammanade äkta entusiasm på grund av deras originella och pikanta motiv; åtskilliga applåder och omtagningar av verken var belöningen för dessa utsökt eleganta och väldigt välkomna danser i den kommande karnevalssäsongen". Under de följande dagarna dirigerade Strauss sin orkester i ytterligare framföranden av Le Papillon-Polka och Silvester-Polka: den 19 december stod de på programmet för hans näst sista konsert för året vid "Grosses Zeisig" och nästföljande dag kunde de återigen höras vid en välgörenhetskonsert i Schwenders nöjeslokal - där Silvester-Polka hade döpts om till Marie Taglioni-Polka för att ära ballerinan Marie Taglioni, som just hade återvänt till Berlin efter flera framgångsrika föreställningar i Wien.
När Strauss påbörjade sin stora konsertturné i Ryssland 1856 återfanns Le Papillon-Polka i repertoaren men erhöll inget större gensvar från publiken och togs bort efter endast fyra konserter.

## Om polkan
Speltiden är ca 3 minuter och 37 sekunder plus minus några sekunder beroende på dirigentens musikaliska tolkning.